# Felix Kroos
Felix Kroos (Greifswald, 12 maart 1991) is een Duits voormalig voetballer die doorgaans speelde als middenvelder. Tussen 2009 en 2021 was hij actief voor Hansa Rostock, Werder Bremen, Union Berlin en Eintracht Braunschweig. Hij is de broer van voetballer Toni Kroos.

## Clubcarrière
Kroos begon in 1997 met voetballen in de jeugd van Greifswalder SV. In de zomer van 2002 werd hij vervolgens opgenomen in de jeugdopleiding van Hansa Rostock. Kroos maakte op 28 januari 2009 zijn professionele debuut voor deze club in een wedstrijd in de derde ronde van de Duitse beker, tegen VfL Wolfsburg. Hij viel daarin in de negenenzestigste minuut voor Sebastian Svärd. Twee dagen voor Hansa Rostock degradeerde, verhuisde Kroos naar Werder Bremen, waar hij op 15 juni 2010 een driejarig contract tekende. Op 24 november 2010 maakte de hij zijn debuut voor de club in een uitwedstrijd in de groepsfase van de Champions League, tegen Tottenham Hotspur. In dit duel veroorzaakte hij een strafschop door middel van een overtreding op Luka Modrić. In 2016 verkaste hij naar Union Berlin, dat hem het halfjaar daarvoor al op huurbasis had overgenomen. In juni 2019 verlengde Kroos zijn verbintenis in Berlijn met een seizoen tot medio 2020. Na afloop hiervan verkaste hij transfervrij naar Eintracht Braunschweig. Deze club verliet hij na een jaar. Kroos zat een half seizoen zonder werkgever en besloot daarop een punt te zetten achter zijn actieve loopbaan, waarna hij op een lager niveau ging spelen voor Fortuna Pankow.

## Clubstatistieken
| Seizoen | Club                   | Competitie    | Competitie | Competitie | Beker | Beker | Internationaal | Internationaal | Totaal | Totaal |
| Seizoen | Club                   | Competitie    | Wed.       | Dlp.       | Wed.  | Dlp.  | Wed.           | Dlp.           | Wed.   | Dlp.   |
| ------- | ---------------------- | ------------- | ---------- | ---------- | ----- | ----- | -------------- | -------------- | ------ | ------ |
| 2008/09 | Hansa Rostock          | 2. Bundesliga | 16         | 0          | 0     | 0     | —              | —              | 16     | 0      |
| 2009/10 | Hansa Rostock          | 2. Bundesliga | 11         | 0          | 1     | 0     | —              | —              | 12     | 0      |
| 2010/11 | Werder Bremen          | Bundesliga    | 5          | 0          | 0     | 0     | 1              | 0              | 6      | 0      |
| 2011/12 | Werder Bremen          | Bundesliga    | 1          | 0          | 0     | 0     | —              | —              | 1      | 0      |
| 2012/13 | Werder Bremen          | Bundesliga    | 5          | 0          | 0     | 0     | —              | —              | 5      | 0      |
| 2013/14 | Werder Bremen          | Bundesliga    | 20         | 1          | 0     | 0     | —              | —              | 20     | 1      |
| 2014/15 | Werder Bremen          | Bundesliga    | 26         | 0          | 3     | 0     | —              | —              | 29     | 0      |
| 2015/16 | Werder Bremen          | Bundesliga    | 8          | 0          | 1     | 0     | —              | —              | 9      | 0      |
| 2015/16 | → Union Berlin         | 2. Bundesliga | 12         | 2          | 0     | 0     | —              | —              | 12     | 2      |
| 2016/17 | Union Berlin           | 2. Bundesliga | 29         | 2          | 2     | 0     | —              | —              | 31     | 2      |
| 2017/18 | Union Berlin           | 2. Bundesliga | 29         | 1          | 1     | 0     | —              | —              | 30     | 1      |
| 2018/19 | Union Berlin           | 2. Bundesliga | 25         | 2          | 2     | 1     | —              | —              | 27     | 3      |
| 2019/20 | Union Berlin           | Bundesliga    | 15         | 0          | 1     | 0     | —              | —              | 16     | 0      |
| 2020/21 | Eintracht Braunschweig | 2. Bundesliga | 32         | 2          | 1     | 0     | —              | —              | 33     | 2      |
| Totaal  | Totaal                 | Totaal        | 234        | 10         | 12    | 1     | 1              | 0              | 247    | 9      |